# نسة محمد طاهر (سبيدار)
نسة محمد طاهر (بالفارسية: نسه محمدطاهر) هي قرية تقع في إيران في قسم سبیدار الريفي. يقدر عدد سكانها بـ 107 نسمة بحسب إحصاء 2016.